# Hemidactylus vietnamensis
Hemidactylus vietnamensis es una especie de gecos de la familia Gekkonidae.

## Distribución geográfica
Es endémica de Vietnam.